# Torneig de les Cinc Nacions 1989
El Torneig de les Cinc Nacions de 1989 va ser el 60a edició en el format de cinc nacions i la 95a tenint en compte les edicions del Home Nations Championship. Deu partits es van jugar en cinc caps de setmana entre el 21 de gener i el 18 de març. França va guanyar amb tres victòries i una derrota (davant Anglaterra), mentre que cap equip britànic va ser capaç de guanyar la Triple Corona. Anglaterra va arribar a la jornada final de partits sabent que amb una victòria podia ser suficient per guanyar el torneig, però va ensopegar a Cardiff davant una Gal·les que es va anotar la seva única victòria de la temporada.

## Participants
| Nació      | Estadi           | Ciutat   | Entrenador      |
| ---------- | ---------------- | -------- | --------------- |
| Anglaterra | Twickenham       | Londres  | Geoff Cooke     |
| França     | Parc des Princes | París    | Jacques Fouroux |
| Irlanda    | Lansdowne Road   | Dublín   | Jim Davidson    |
| Escòcia    | Murrayfield      | Edimburg | Jim Telfer      |
| Gal·les    | National Stadium | Cardiff  | John Ryan       |

## Classificació
| Posició | Nació      | Partits | Partits  | Partits  | Partits | Punts   | Punts     | Punts      | Taula de punts |
| Posició | Nació      | Jugats  | Guanyats | Empatats | Perduts | A Favor | En contra | Diferència | Taula de punts |
| ------- | ---------- | ------- | -------- | -------- | ------- | ------- | --------- | ---------- | -------------- |
| 1       | França     | 4       | 3        | 0        | 1       | 76      | 47        | +29        | 6              |
| 2       | Anglaterra | 4       | 2        | 1        | 1       | 48      | 27        | +21        | 5              |
| 2       | Escòcia    | 4       | 2        | 1        | 1       | 75      | 59        | +16        | 5              |
| 4       | Irlanda    | 4       | 1        | 0        | 3       | 64      | 92        | −28        | 2              |
| 4       | Gal·les    | 4       | 1        | 0        | 3       | 44      | 82        | −38        | 2              |

## Resultats
| Irlanda                                         | 21–26 | França                                                            | 1989-01-21 {{{time}}} - Lansdowne Road, Dublín Assistència: 52,000 espectadors Àrbitre: J. B. Anderson (Escòcia) |
| Assaigs: Mullin Con.: Kiernan Pen.: Kiernan (5) |       | Assaigs: Blanco Lafond Lagisquet Con: Lafond (2) Pen.: Lafond (2) | 1989-01-21 {{{time}}} - Lansdowne Road, Dublín Assistència: 52,000 espectadors Àrbitre: J. B. Anderson (Escòcia) |

| Escòcia                                                                     | 23–7 | Gal·les                   | 1989-01-21 {{{time}}} - Murrayfield, Edimburg Àrbitre: J. C. Doulcet (França) |
| Assaigs: Armstrong Chalmers White Con.: Dods Pen.: Dods (2) Drops: Chalmers |      | Assaigs: Hall Pen.: Bowen | 1989-01-21 {{{time}}} - Murrayfield, Edimburg Àrbitre: J. C. Doulcet (França) |

| Gal·les                             | 13–19 | Irlanda                                               | 1989-02-04 {{{time}}} - National Stadium, Cardiff Àrbitre: R. C. Quittenton (Anglaterra) |
| Assaigs: M Jones Pen.: Thorburn (3) |       | Assaigs: Dean Mannion Con.: Kiernan Pen.: Kiernan (3) | 1989-02-04 {{{time}}} - National Stadium, Cardiff Àrbitre: R. C. Quittenton (Anglaterra) |

| Anglaterra                | 12–12 | Escòcia                                    | 1989-02-04 {{{time}}} - Twickenham, Londres Àrbitre: G. Maurette (França) |
| Pen.: Andrew (2) Webb (2) |       | Assaigs: Jeffrey Con.: Dods Pen.: Dods (2) | 1989-02-04 {{{time}}} - Twickenham, Londres Àrbitre: G. Maurette (França) |

| França                                                                                 | 31–12 | Gal·les            | 1989-02-18 {{{time}}} - Parc des Princes, París Assistència: 50,370 espectadors Àrbitre: J. M. Fleming (Escòcia) |
| Assaigs: Berbizier Blanco (2) Dintrans Con.: Lafond (3) Pen.: Lafond (2) Drops: Mesnel |       | Pen.: Thorburn (4) | 1989-02-18 {{{time}}} - Parc des Princes, París Assistència: 50,370 espectadors Àrbitre: J. M. Fleming (Escòcia) |

| Irlanda       | 3–16 | Anglaterra                                            | 1989-02-18 {{{time}}} - Lansdowne Road, Dublín Àrbitre: Jim Fleming (Escòcia) |
| Pen.: Kiernan |      | Assaigs: Moore Richards Con.: Andrew Pen.: Andrew (2) | 1989-02-18 {{{time}}} - Lansdowne Road, Dublín Àrbitre: Jim Fleming (Escòcia) |

| Escòcia                                                      | 37–21 | Irlanda                                            | 1989-03-04 {{{time}}} - Murrayfield, Edimburg Àrbitre: Kerry Fitzgerald (Nova Zelanda) |
| Assaigs: Cronin Jeffrey Tukalo Con.: Dods (4) Pen.: Dods (3) |       | Assaigs: Dunlea Mullin Con.: Kiernan Pen.: Kiernan | 1989-03-04 {{{time}}} - Murrayfield, Edimburg Àrbitre: Kerry Fitzgerald (Nova Zelanda) |

| Anglaterra                             | 11–0 | França | 1989-03-04 {{{time}}} - Twickenham, Londres Assistència: 62,500 espectadors Àrbitre: Stephen Hilditch (Anglaterra) |
| Assaigs: Carling Robinson Pen.: Andrew |      |        | 1989-03-04 {{{time}}} - Twickenham, Londres Assistència: 62,500 espectadors Àrbitre: Stephen Hilditch (Anglaterra) |

| França                                                          | 19–3 | Escòcia    | 1989-03-18 {{{time}}} - Parc des Princes, París Assistència: 49,370 espectadors Àrbitre: Owen Doyle (Irlanda) |
| Assaigs: Berbizier Blanco Lagisquet Con.: Bérot (2) Pen.: Bérot |      | Pen.: Dods | 1989-03-18 {{{time}}} - Parc des Princes, París Assistència: 49,370 espectadors Àrbitre: Owen Doyle (Irlanda) |

| Gal·les                                         | 12–9 | Anglaterra                     | 1989-03-19 {{{time}}} - National Stadium, Cardiff Àrbitre: Kerry Fitzgerald (Nova Zelanda) |
| Assaigs: Hall Con.: Thorburn Pen.: Thorburn (2) |      | Pen.: Andrew (2) Drops: Andrew | 1989-03-19 {{{time}}} - National Stadium, Cardiff Àrbitre: Kerry Fitzgerald (Nova Zelanda) |